# Communauté de communes de la Vallée du Jauron
La communauté de communes de la Vallée du Jauron est une ancienne communauté de communes française, située dans le département du Puy-de-Dôme, en région Auvergne.

## Historique
La communauté de communes a fusionné le 1er janvier 2013 avec la communauté de communes de Billom-Saint-Dier pour former la communauté de communes de Billom-Saint-Dier - Vallée du Jauron. Cette fusion a été prononcée par l'arrêté préfectoral no 12/02432 du 5 décembre 2012.

## Territoire communautaire

### Géographie
La communauté de communes faisait partie du Grand Clermont. Elle tire son nom du Jauron, affluent de rive droite de l'Allier.

### Composition
Elle comprenait 4 communes :
- Beauregard-l'Évêque
- Bouzel
- Vassel
- Vertaizon

## Compétences
compétences obligatoires
- Actions de développement économique : aide au développement du commerce et de l'artisanat de proximité
- Aménagement de l'espace : mise en place d'une Charte architecturale et paysagère, SCoT, mise en œuvre de la politique de pays.

compétences optionnelles
- Protection et mise en valeur de l'environnement
- Politique du logement et du cadre de vie
- Action sociale

compétences facultatives
- Compétences sportives et culturelles
- Transports